# 玩美
〈玩美〉（英語：Pulchritude）是臺灣歌手蔡依林的歌曲，收錄於其第八張錄音室專輯《舞孃》。該歌曲由崔惟楷作詞、Lars Quang和Thea Winkelmann作曲、阿弟仔製作。該歌曲為個人護理品牌麗仕的廣告曲，於2006年6月20日由麗仕以宣傳單曲形式發行。

## 背景
2006年2月14日，蔡依林簽約百代音樂，並開始錄製新專輯，宣布專輯將於同年5月12日發行。同年3月25日，媒體報導蔡依林完成新專輯錄製。同年4月24日，蔡依林在美國洛杉磯為〈玩美〉學習舞蹈。同年6月8日，個人護理品牌麗仕宣布蔡依林為亞洲區代言人。

## 創作
歌詞描寫21世紀女性對時尚和情感的自主表達，強調不依附情感和盲目追隨潮流。

## 發行
2006年6月20日，發行VCD宣傳單曲，收錄〈玩美〉MV、MV幕後花絮、麗仕沐浴乳電視廣告及廣告幕後花絮。同年9月28日，蔡依林出席中國上海舉辦的「麗仕全新絲滑滋養沐浴乳新品發布會」及「玩美MTV模仿大賽頒獎典禮」，同時發行〈玩美〉CD宣傳單曲。

## 音樂影片
2006年6月20日，蔡依林發布〈玩美〉的MV，由賴偉康執導。MV以紅色為主調，燈光營造閃耀氛圍。蔡依林頭戴白色假髮，身穿銀色珠片雪紡裙，展現華麗高貴氣質。她亦穿著伯爵風格服裝，和八名舞者共舞，呈現貴族風範。麗仕為其特別委託珠寶設計師打造「Lux」鑽石項鍊，鑲嵌十克拉鑽石，價值逾一百萬元，蔡依林搭配低胸晚裝裙以突顯項鍊美感。　

## 現場表演
2006年7月21日，蔡依林參加「ZPop熟男勁女慈善演唱會」，演唱〈玩美〉。同月24日，她錄製東方衛視綜藝節目《天地英雄校園行》，並演唱該歌曲。同月26日，蔡依林於北京市舉辦「《舞孃》搜狐Online音樂會」，演唱〈玩美〉。同年8月14日，她參加「My FM 8週年音樂魔幻之旅」，亦演唱該歌曲。

## 曲目
臺灣宣傳VCD
1. 〈玩美〉MV——3:44
2. 〈玩美〉MV幕後花絮
3. 《麗仕沐浴乳電視廣告》
4. 《麗仕沐浴乳電視廣告幕後花絮》

中國大陸宣傳CD
1. 〈玩美〉——3:33

## 幕後人員
- 蔡依林—和聲
- 阿弟仔—和聲、和聲編寫
- 陳文駿—錄音師
- 強力錄音室—錄音室、混音室
- 王俊傑—混音師

## 發行歷史
| 地區     | 日期          | 格式    | 發行商 |
| -------- | ------------- | ------- | ------ |
| 臺灣     | 2006年6月20日 | 宣傳VCD | 麗仕   |
| 中國大陸 | 2006年9月28日 | 宣傳CD  | 麗仕   |